# Илларионов, Василий Васильевич
Васи́лий Васи́льевич Илларио́нов (род. 8 сентября 1946, Кюкяйский наслег, Сунтарский улус, Якутская АССР) — советский и российский фольклорист, исследователь эпоса Олонхо, профессор, доктор филологических наук, заслуженный деятель науки Республики Саха (Якутия).

## Биография
Родился 8 сентября 1946 года в Кюкяйском наслеге Сунтарского улуса Якутской АССР в семье колхозников.
После окончания Якутского государственного университета в 1973 году работал преподавателем Вилюйского педагогического училища им. Н. Г. Чернышевского, младшим и старшим научным сотрудником в Институте гуманитарных исследований СО РАН.
Диссертацию на соискание учёной степени кандидата филологических наук защитил в Институте литературы и искусства АН Казахской ССР по теме: «Искусство якутских олонхосутов» (Алма-Ата, 1981). Подготовил и выпустил одноимённую монографию (Якутск, 1982, 128 с.)
Диссертацию в виде научного доклада на соискание учёной степени доктора филологических наук защитил в г. Улан-Удэ по теме: «Сказительство в системе фольклорной традиции народа саха» (1997).
С 1995 года работает на факультете якутской филологии и культуры Якутского государственного университета им. М. К. Аммосова. В 2003 году был избран деканом факультета якутской филологии и культуры. Ныне — заведующий кафедрой фольклора и культуры Северо-Восточного федерального университета имени М. К. Аммосова, ведущий научный сотрудник сектора якутского фольклора ИГИиПМНС СО РАН.

### Научная деятельность
Основным направлением научно-исследовательской деятельности является сказительство — одно из ключевых проблем мировой фольклористики устной традиции якутских олонхосутов. Василий Васильевич первым в республике начал использовать технические средства фиксации памятников устного народного творчества народа саха. Им были записаны на магнитную ленту олонхо в исполнении И. Е. Кардашевского (Хангаласский улус), М. З. Мартынова (Сунтарский улус), В. О. Каратаева (Вилюйский улус), В. Д. Егорова (Нюрбинский улус), Д. А. Томской (Верхоянский улус).
В. В. Илларионов — один из ответственных исполнителей академической серии «Памятники фольклора Сибири и Дальнего Востока». Вышли из печати олонхо «Кыыс Дэбилийэ» Н. П. Бурнашева (1993), «Могучий Эр Соготох» В. О. Каратаева (1996), «Обрядовая поэзия саха (якутов)» (2003).
Им изданы рукописные материалы известных собирателей фольклора Г. Е. Фёдорова (Сунтарский улус), Н. Т. Степанова (Нюрбинский улус), олонхосутов и народных певцов Д. М. Слепцова (Момский улус), С. С. Егорова (Нюрбинский улус), В. Д. Данилова, Ю. Е. Иванова, Е. М. Николаева (Сунтарский улус), И. Е. Кулаковского — Оонньуулаах Уйбаан (Таттинский улус), Т. В. Захарова — Чээбий, У. Г. Нохсорова (Амгинский улус).
Научную работу по сбору и изданию фольклорных памятников В. В. Илларионов сочетает с практической деятельностью по возрождению и развитию якутского фольклора, традиционной культуры народа саха.
В. В. Илларионов — автор 7 монографий и более 350 научных и научно-популярных статей.

### Общественная деятельность
В. В. Илларионов ведёт активную общественную работу в республике, является членом редколлегий академической серии «Памятники фольклора народов Сибири и Дальнего Востока», республиканской серии «Саха боотурдара», научного издания «Вестник ЯГУ».
Василий Васильевич выступает с научными докладами на международных конференциях фольклористов в Турции, Кыргызстане, Казахстане, принимал участие во II Международном тюркологическом конгрессе «Современная тюркология: теория, практика, перспективы» (6—9 ноября 2004 года). Избран членом правления Международной ассоциации тюркологов, является членом редколлегии Международного журнала «Тюркология». В. В. Илларионов принял активное участие для представления заявки якутского героического эпоса олонхо в ЮНЕСКО, в результате которого олонхо провозглашено шедевром мировой духовной культуры.
По итогам 2005 года признан победителем конкурса «Лучший заведующий кафедрой» среди профессорско-преподавательского состава Якутского государственного университета.

## Награды и звания
- Отличник культуры Республики Саха (Якутия)
- Медаль Академии наук Республики Саха (Якутия)
- Заслуженный деятель науки Республики Саха (Якутия)
- Почётный работник высшего профессионального образования Российской Федерации
- Знак «Гражданская доблесть»
- Государственная премия Республики Саха (Якутия) имени П.А. Ойунского за 2020 год (7 мая 2020) — за выдающиеся произведения в области литературы, культуры и искусства, вклад в сохранение, изучение и популяризацию якутского героического эпоса Олонхо, плодотворную творческую научную деятельность